# Pacifiphantes
Pacifiphantes Eskov & Marusik, 1994 è un genere di ragni appartenente alla famiglia Linyphiidae.

## Distribuzione
Le due specie oggi note di questo genere sono state reperite in alcune località della regione olartica: in USA, Canada, Russia e Cina.

## Tassonomia
Dal 2012 non sono stati esaminati nuovi esemplari di questo genere.
A dicembre 2012, si compone di due specie:
- Pacifiphantes magnificus (Chamberlin & Ivie, 1943) — USA, Canada
- Pacifiphantes zakharovi Eskov & Marusik, 1994[3] — Russia, Cina

### Sinonimi
- Pacifiphantes rahmanni (Tao, Li & Zhu, 1995); trasferita qui dal genere Kaestneria Wiehle, 1956, e posta in sinonimia con P. zakharovi Eskov & Marusik, 1994, a seguito di un lavoro degli aracnologi Marusik & Koponen del 2000[1].